# زاون یارالیان
زاون یارالیان ( انگلیسی: Zaven Yaralian؛ زادهٔ ۵ فوریهٔ ۱۹۵۲) مربی فوتبال آمریکایی ارمنی‌تبار اهل ایالات متحده آمریکا است.

## زندگی‌نامه
وی در ۵ فوریهٔ ۱۹۵۲ ‏در کسب به دنیا آمد .یارالیان و همسرش لورین دو فرزند به نام‌های بلیک و گرت دارند.

## باشگاهی
از باشگاه‌هایی که وی در آن مربی‌گری کرده است می‌توان به شیکاگو بیرز، نیویورک جاینتز، نیو اورلینز سینتز دنور برانکوز اشاره نمود.